# Крылов, Александр Лукич (духовный писатель)
Алекса́ндр Луки́ч Крыло́в (1845— 1916) — русский духовный писатель, педагог, магистр Казанской духовной академии.

## Биография
Родился в 1845 году.
В 1866 году закончил по первому разряду Владимирскую духовную семинарию.
В 1870 году закончил Казанскую духовную академию со степенью магистра богословия.
С 1870 года назначен преподавателем по классу богословских наук в Донской духовной семинарии.
С 1878 года трудился в должности инспектора духовных училищ области войска Донского, а также был действительным членом статистического комитета Области Войска Донского
С 1884 года назначен директором Молодечненской учительской семинарии в Виленской губернии.
С 1887 года исполнял должность директора Новобугской учительской семинарии в Херсонской губернии.
С 1895 года был директором народный училищ в Бессарабии и товарищем председателя Бессарабской учёной архивной комиссии.

## Труды
- «Архиепископ Никанор как педагог» (Новочеркасск, 1893, 2-е доп. изд.: Кишинев, 1901);
- «Памяти в Бозе почившего архиепископа Никанора». 1893.
- «Педагогические очерки» (вып. I, 1895; вып. II, 1899; вып. III, 1900);
- «Происхождение и сущность религии» (Кишинев, 1901).
- «Четыре года академической жизни» (Казань, 1914).